# Батово (Грязовецький район)
Ба́тово (рос. Батово) — присілок у складі Грязовецького району Вологодської області, Росія. Входить до складу Ростиловського сільського поселення.

## Населення
Населення — 93 особи (2010; 117 у 2002).
Національний склад (станом на 2002 рік):
- росіяни — 99 %